# La Passió d'Olesa de Montserrat
La Passió d'Olesa de Montserrat és una representació teatral de gran format que narra la Passió i mort de Jesús i que es representa anualment a Olesa de Montserrat els mesos de març i abril. Els seus orígens, es remunten al 1538, que és l'any de la referència documental més antiga trobada fins ara (veure apartat 'Història'). La Passió d'Olesa va ser la primera de les passions catalanes a ser guardonada amb la Creu de Sant Jordi de la Generalitat de Catalunya, l'any 2002.
A les representacions hi participen centenars d'olesans i olesanes, de forma totalment desinteressada, que continuen una tradició que han heretat dels seus avantpassats i que ha anat evolucionat d'acord amb els temps. Aquestes persones s'encarreguen de tot allò vinculat a la representació: des de la producció a la interpretació i el vestuari, passant per l'apartat tècnic i la tramoia o l'atenció al públic, entre d'altres.
. L'associació La Passió d'Olesa de Montserrat, una associació sense afany de lucre, és l'entitat encarregada d'impulsar aquestes representacions (veure apartat 'L'entitat'). Les persones que formen part de l'entitat i que participen en les representacions s'anomenen col·laboradors/ores. L'associació, fora dels mesos de març i abril, compta també amb un variat programa cultural que inclou des de concerts a representacions de teatre amateur i professional, festivals de dansa, tallers artístics i escènics extraescolars i escolars i d'altres propostes.
Tant les representacions de La Passió d'Olesa de Montserrat com la resta d'activitats de l'entitat es duen a terme al teatre situat a la plaça de l'Oli d'aquest municipi (veure apartat 'El teatre'). La instal·lació també acull activitats programades per tercers que lloguen el teatre.

## L'espectacle
La Passió és una obra de teatre de grans dimensions, tant pel que fa a escenografia com a nombre d'actors i actrius figurants, que sol arribar als 500 en cada representació. Les representacions se solen dur a terme durant els caps de setmana dels mesos de març i abril (a tot tardar, acaben l'1 de maig segons com caigui el calendari anual).
Pel que a fa a l'evolució de l'espectacle, el període 2020-2022 suposa un punt d'inflexió i transformació important per a La Passió d'Olesa de Montserrat.
El 2020 no es va poder estrenar la temporada. Quan tot ja estava preparat, i amb l’assaig general fet el dia 8 de març, la irrupció de la pandèmia de la COVID-19 va obligar les autoritats a decretar un confinament domiciliari per a tota la població que es va acabar allargant fins entrat el mes de juny.
L’estrena prevista pel diumenge 15 de març, per tant, no es va poder dur a terme. Malgrat tot, i coincidint amb el Divendres Sant, l’entitat va crear una entrada de Jerusalem molt especial: l’Entrada confinada. Aquest vídeo, de tres minuts i mig de durada i que es pot veure al canal de YouTube de La Passió d'Olesa de Montserrat, mostra imatges d’un centenar de col·laboradors i col·laboradores recreant des de les seves respectives cases l’escena de l'entrada de Jerusalem.
El text de La Passió d’Olesa no va poder tornar a l’escenari fins al desembre de 2020, quan se'n fer una lectura dramatitzada de la mà d’uns pocs col·laboradors situats a distància entre ells perquè, almenys per un dia, els versos de l'espectacle sortissin a escena durant aquell any.
El 2021, es van fer únicament tres representacions d’una versió adaptada de La Passió d’Olesa d’una hora i poc de durada. El repartiment era reduït, l'escenografia mínima i el poble, un petit grup de gent vestida de negre, situada al fons de l'escenari a la manera d'un cor grec. Tot plegat per poder complir amb les restriccions vigents en aquell moment. Actors i actrius amb paper van haver de passar cada dia de funció un test d'antígens abans de pujar a l'escenari per comprovar que no tenien la COVID-19. Les tres representacions teatrals del 2021 es van emetre també en directe per Internet per la plataforma Scenikus, de manera que malgrat les limitacions de moviment de la població, l'espectacle va poder arribar arreu de Catalunya i també a l'estranger via consum online en streaming (de pagament).
Aquell 2021 també es van enregistrar i mostrar per Internet -i al vestíbul del teatre els dies de funció- diverses càpsules de vídeo amb les escenes més representatives de l'antic espectacle, gravades amb format immersiu i amb l'ajuda de drons en alguns casos. Per a la seva gravació es va seguir també el protocol de prevenció amb tests d'antígens a actors i actrius.
El 2022, encara en un context d’incertesa i amb la pandèmia no finalitzada, però amb moltes menys restriccions que els dos anys anteriors, es posa a l'escenari un muntatge totalment nou de La Passió d'Olesa de Montserrat. Aquest nou espectacle, de només dos actes, suposa la transformació més gran de l'espectacle en dècades. Aquest pas endavant pel que fa a la dramatúrgia és fruit dels debats i del treball iniciats feia temps en el si de l’entitat per fer evolucionar La Passió d’Olesa, i potencia també innovacions tècniques introduïdes els dos anys anteriors.
La dramatúrgia es mostra totalment renovada en l'espectacle estrenat el 2022. Els textos de Joan Povill i Adserà segueixen essent els protagonistes, però estan presentats en algunes escenes de forma molt diferent de com es feia en el muntatge anterior. El 2022, a més, es recuperen quadres -que és com s'anomenen les escenes, en l'argot de La Passió d'Olesa- que feia dècades que no pujaven a l'escenari, però que es considera que tenen una sensibilitat més propera al públic del s.XXI. També es trenca la línia temporal de l'espectacle amb flashbacks. Per tant, la narració teatral no és sempre en ordre cronològic. Actors i actrius van haver d'aprendre de zero la nova dramatúrgia, i es va començar a treballar la tardor de 2021 mitjançant lectures.
Les escenes multitudinàries de La Passió d'Olesa de Montserrat es mantenen i s'amplien en el nou muntatge, i a més de la cèlebre entrada de Jesús a Jerusalem, el poble, com a personatge col·lectiu, apareix en altres quadres: la sinagoga, la conversió de la magdalena, el sermó de la muntanya, el procés civil de Jesús davant de Ponç Pilat i l'ascensió.
El primer acte del nou espectacle de La Passió d'Olesa de Montserrat va del pròleg fins al Sant Sopar, mentre que el segon acte del nou muntatge comprèn les escenes que van de l'hort a la resurrecció/epíleg. El nou espectacle té una durada de poc menys de dues hores i utilitza igualment l'espectacular escenografia de La Passió d'Olesa, que es mou a una velocitat inaudita en l'anterior muntatge. Aquest fet va suposar un enorme repte logístic i de coordinació durant la temporada d'assajos 2022 perquè l'equip de tramoia pogués moure grans volums de decorats en temps rècord.
Un altre repte del nou espectacle estrenat el 2022 va ser en l'àmbit tècnic. El disseny d'il·luminació de l'espectacle es va renovar totalment, aprofitant el potencial de les darreres incorporacions de focus mòbils al teatre. Pel que fa al so, tots els actors i actrius amb paper (més de trenta personatges) duen micròfon autònom quan són a l'escenari. D'aquesta manera, tots els personatges que parlen a escena se senten amb màxima qualitat, independentment de la seva posició respecte del públic.
Tornant a la nova dramatúrgia, i pel que fa als personatges, papers com els de Nicodem -membre del Sanedrí-, i els de Maria Magdalena i Clàudia Pròcula -esposa de Ponç Pilat- prenen major rellevància i evolució en el transcurs de l'obra, de manera que ajuden a comprendre millor els arguments, posicionaments i motivacions dels diferents grups de personatges que configuren la trama.
Anteriorment, i fins a la temporada 2020, l'obra estava estructurada en tres actes, d'aproximadament una hora de durada cadascun. L'estructura de l'espectacle de 1987 a 2020 era aquesta:
- En el primer acte s'hi explicava la vida pública de Jesús, amb escenes com les Noces de Canà, el Sermó de la muntanya, la resurrecció de Llàtzer o l'entrada triomfal de Jesús a Jerusalem, una de les escenes més espectaculars, ja que és on hi apareixien el màxim nombre d'actors figurants.
- El segon acte descrivia la part més humana del personatge de Jesús, que preveia la seva mort i s'acomiadava de la seva mare i dels seus deixebles. Aquest acte també incloïa la sessió del Sanedrí, que acordava portar a Jesús davant de Pilat perquè el condemnés a mort, i escenes on es veien els motius que inciten Judes a trair el seu mestre i a entregar-lo al Sanedrí. A Judes, aquesta decisió li remou la consciència i acaba suïcidant-se.
- El tercer i darrer acte mostraa el procés de condemna de Jesús davant de Pilat, la seva mort en creu i finalment, la seva resurrecció.

L'espectacle de La Passió no és només una gran representació teatral, és la força dels olesans i olesanes que treballen desinteressadament per plasmar dalt de l'escenari l'herència de quasi 500 anys d'història. Tot l'espectacle, artística i tècnicament, és dut a terme per col·laboradors que amb el seu esforç altruista se sumen a l'espectacle i hi aboquen tota la seva creativitat per donar als espectadors una bona qualitat teatral.
L'any 1996 es va aconseguir el Record Guiness de quantitat d'actors actuant alhora a l'escenari, amb 729 actors. 

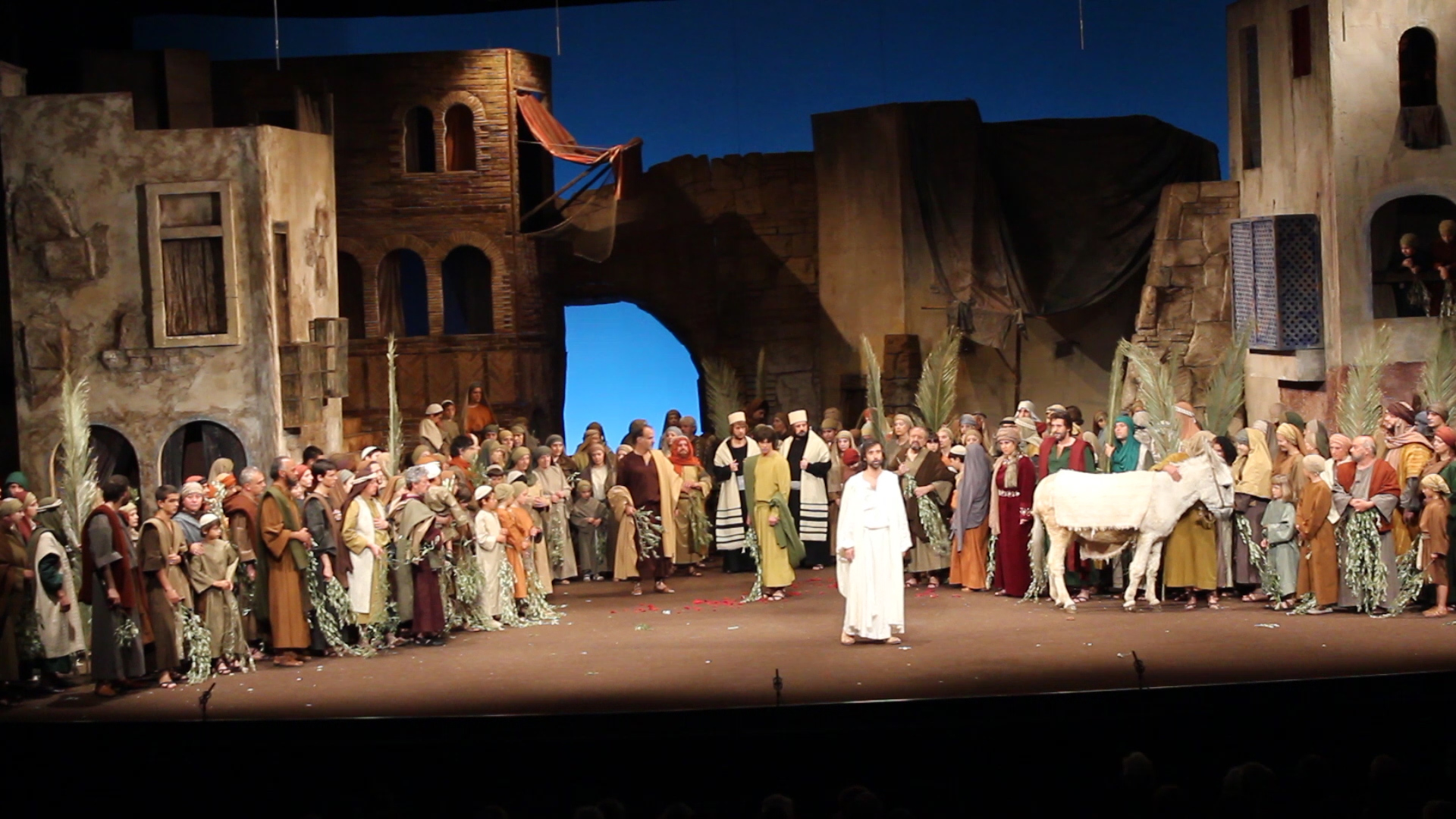

### Text
Actualment es representa el text La Passió i mort de N.S. Jesucrist de Joan Povill i Adserà.
El text de Povill és un llarg poema dramàtic que segueix essencialment la dramatúrgia de l'espectacle tradicional però l'aproxima al màxim a la literalitat dels evangelis. Els principals punts forts són "la musicalitat del seu vers, la seva expressivitat i, alhora, la seva proximitat a l'evangeli" i el fet que tracta "l'espiritualitat i els sentiments humans de manera molt directa clara i senzilla".
Joan Povill va començar a reformular escenes de la Passió ja el 1933 quan s'afegí a la direcció de la Passió del Teatre Olesa, al costat de Josep Tobella i Galceran. Però no fou fins al període entre 1940 i 1947 que Povill es dedicà en cos i ànima a fer un text nou, amb l'objectiu de dignificar-lo i de donar-li rigor i alhora qualitat literària.
Abans del text de Povill s'havia representat d'ençà el segle xviii el text atribuït a Fra Antoni de St. Jeroni, Representació de la Sagrada Passió i Mort de Nostre Senyor Jesucrist, el més estès a Catalunya per a les representacions del drama sacre des de final del segle xviii fins a mitjan segle xx i en alguns llocs perdura encara.

### Escenografia
L'escenografia que es presenta actualment és obra de l'escenògraf Pere Francesch i Subirana. Francesch tingué l'oportunitat de dissenyar una escenografia completa per a l'espectacle, ja que la que es feia servir anteriorment havia estat completament destruïda per l'incendi del Gran Teatre de la Passió, de 1983. Les decoracions actuals són, doncs, el resultat de les escenes que ideà l'escenògraf i les modificacions i adaptacions que hi han aplicat posteriorment els diferents directors i caps de tramoia que hi han treballat. El 1987 s'estrenà el muntatge, que combinava "l'espectacularitat d'unes decoracions completament corpòries amb la naturalitat i la simplicitat detallista dels escenaris naturals d'orient".
Durant tots els segles de representacions al carrer i en els primers anys de representacions als teatres, no es pot dir que l'espectacle de la Passió tingués una escenografia pròpia, sinó que s'usaven les mateixes decoracions que servien per a qualsevol obra que es portés a l'escenari.
Fou Josep Tobella i Galceran, director artístic de la Passió del Teatre Olesa dels anys 30, qui "va començar a tractar l'escenografia com un element important de l'espectacle, que calia posar a l'alçada de la resta". Tobella es basà en estudis i fotografies dels llocs evangèlics i hi aplicà la seva experiència com a dibuixant i pintor, inspirant-se a més, en imatges de l'aquarel·lista escocès William Hole.
Després de la Guerra Civil, Joan Povill i Adserà es feu càrrec de l'espectacle i n'inspirà l'escenografia des de 1940 fins a 1967. Povill es va proposar de reproduir amb màxima fidelitat els espais històrics segons els coneixements del seu moment, dels quals estava molt al dia, i inicià algunes tendències ben modernes, com els decorats corporis o els quadres plàstics.
L'escenògraf i director José Tamayo fou el responsable de l'escenografia que es presentà de 1968 a 1982. Tamayo va agilitzar l'espectacle i "va optar per buscar l'espectacularitat i deixar en segon terme la historicitat de les seves decoracions incrementant els decorats corporis, acolorint el vestuari i apujant la il·luminació".

### Vestuari

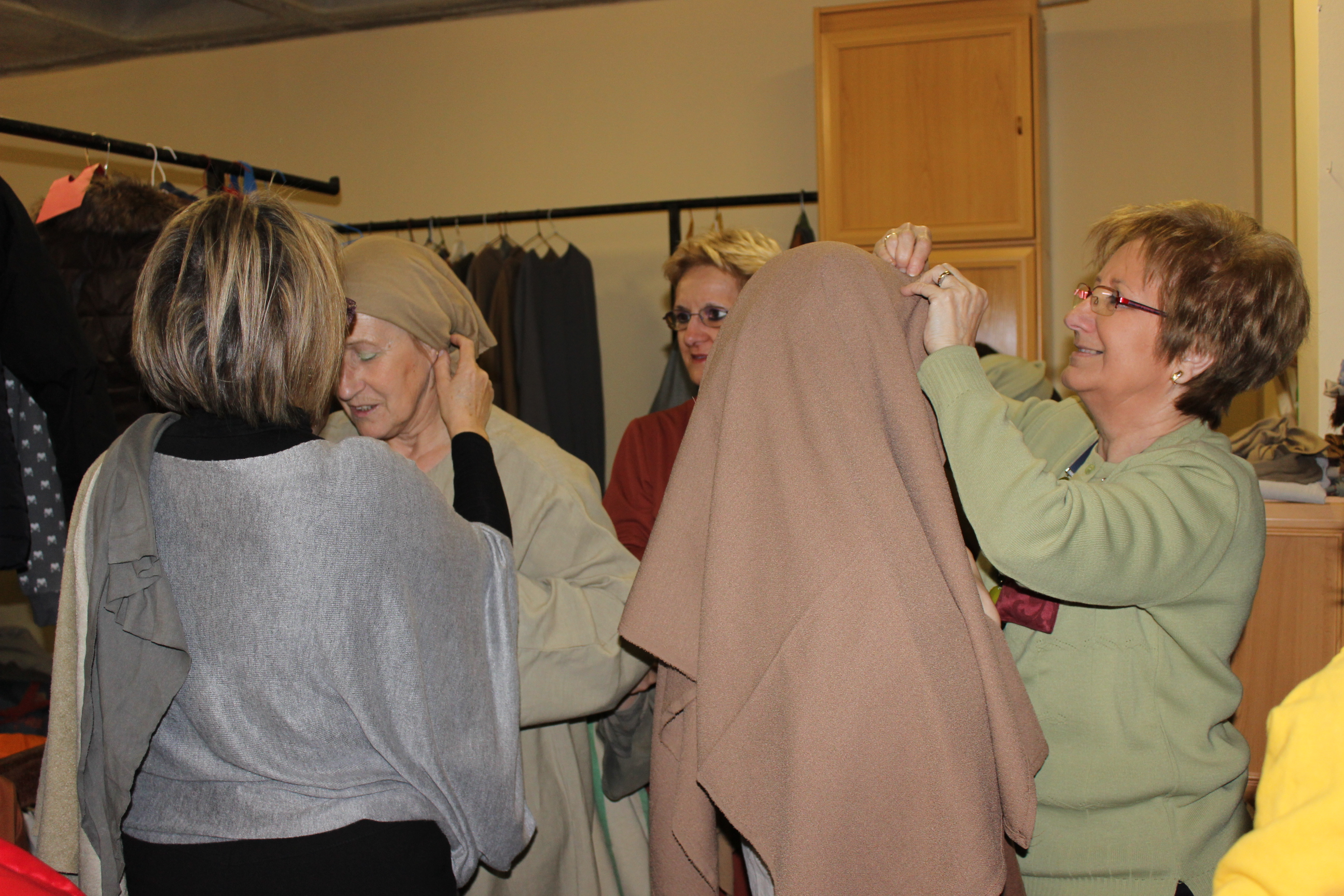
Vestuaris de la Passió d'Olesa

El vestuari de La Passió està format per 1300 peces. La preparació dels vestits es fa al final de cada temporada: es revisen, es duen a la tintoreria i s'arreglen els que tinguin algun desperfecte. Un cop fet tot això, els vestits es guarden al magatzem destinat a aquest ús al mateix edifici del Teatre de La Passió. A l'inici de la següent temporada es revisen de nou.
L'equip de vestuari està format per 18 persones: els voluntaris que ajuden a vestir el poble i les persones que cusen els vestits i que són les que vesteixen els personatges principals.
L'organització del vestuari es fa donant els noms del personatges a cada vestit, a excepció del vestuari per al poble, que es classifica assignant una numeració en funció de si són vestits de dona, home o nen.
L'any 1983, durant l'incendi del teatre, també es van cremar tots els vestits. L'escenògraf Pere Francesch i Subirana va ser l'encarregat de dissenyar-los de nou. Un disseny que, amb algunes modificacions, es manté fins a l'actualitat. Una característica a destacar és el fet de tenir en compte els diferents gremis que formaven el poble, i que no tots vestien de la mateixa manera: hi havia els treballadors, hi havia els gremis de pescadors, els gremis de forners... Per a l'escena del Sanedrí, Francesch va decidir mantenir el concepte de vestuari que durant l'època de José Tamayo va dissenyar Emilio Burgos.
L'any 2014 es va estrenar vestuari, renovant més de 1000 vestits, adequant-los a les necessitats actuals, i conservant la versemblança històrica imposada per l'escenògraf Pere Francesch.

### Música
A partir de 1847 es va introduir la música a les representacions de La Passió de la mà de Bartomeu Blanch, que era músic, organista de la parròquia de Santa Maria d'Olesa de Montserrat i col·laborava a la representació. Ell va compondre la banda sonora per a sis quadres. Després altres compositors van anar musicant diferents escenes del drama (Pau Cortada, Joan Fures, Josep Pujol) de manera que la primera partitura de La Passió d'Olesa era un collage de diferents músics olesans.
Quan es va introduir el nou text l'any 1949, també es va substituir la música de la representació. El Patronat de La Passió va encarregar-la al compositor barceloní Josep Maria Roma, que va afegir motius orientals i una línia melòdica per a totes les escenes. L'any 1955 Roma va ampliar la partitura per musicar els nous quadres que va introduir el director i autor del text Joan Povill.
L'any 1999, amb motiu del 50è aniversari de l'estrena de la música de La Passió, es va editar un disc d'edició limitada. La banda sonora va ser interpretada per l'Orquestra Simfònica del Vallès dirigida per Salvador Brotons. L'enregistrament, que inclou tota la música que el mestre Roma va escriure per a l'espectacle, va ser feta al mateix Teatre de La Passió pels equips tècnics de Catalunya Música durant els mesos de gener i setembre de 1998.

## Història

### Orígens

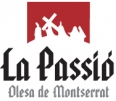
Logotip actual

No se sap exactament quan van començar les representacions, però, segurament tenen els seus orígens en els actes sacramentals, processons i altres representacions lligades a la litúrgia de la Setmana Santa, concretament a l'acte litúrgic de Dijous Sant que organitzaven les confraries dins els recintes de les esglésies durant l'edat mitjana.
El document més antic referent a les representacions de La Passió a Olesa de Montserrat data del segle xvi, concretament de l'any 1538, i es conserva a l'Arxiu Parroquial d'Olesa. Es tracta d'un document d'inventari dels objectes de la sagristia de l'església parroquial de Santa Maria d'Olesa de Montserrat on, d'entre el llistat de robes i objectes litúrgics, s'hi anomena una consueta "per fer la passió", és a dir, el text per a representar la passió.

També trobem un inventari d'objectes i vestuari dins el Llibre dels Comptes de la confraria de la sanch de Jesuchrist de la Esglesia Parrochial de Santa Maria de Olesa de l'any 1642.

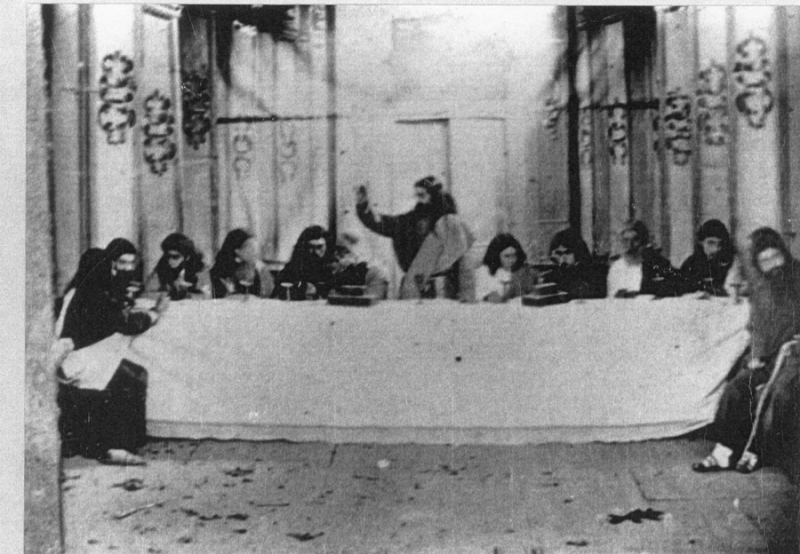
Sant Sopar al Teatre Principal

### Evolució
Després d'un període del que es desconeixen documents als arxius, coneixem que conjuntament amb el desenvolupament creixent dels Misteris, els infants que acudien a catecisme van començar a fer petites representacions i el mossèn de l'època va aprofitar la seva bona disposició per ordenar i configurar les diferents escenes que s'havien de representar. El lloc on es representaven eren uns locals destinats a guardar oli, propietat dels Monjos de Montserrat; per aquest motiu, un dels monjos de Montserrat baixava anualment a Olesa per ajudar a la construcció i en els assajos d'aquestes representacions.
Ja al segle xviii les representacions van anar creixent, ja que els infants que ho representaven volien continuar participant en les representacions i això va originar un gran nombre de participants. L'any 1792 Fra Antoni de Sant Jeroni va escriure un acte sacramental en forma de tríptic, és a dir amb un escenari central i dues escenes laterals.
Les representacions van anar creixent i es va veure que calia traslladar-se a un lloc més ampli, per això a inicis del segle xix les escenes van passar a fer-se dins un dels molins d'oli de la població. Les representacions es continuaran fent i l'any 1829 es traslladaren al pati de la casa pairal de Can Matas.
En l'època moderna es mantenen aquestes representacions tot i les prohibicions eclesiàstiques i civils. El canonge Pere Josep Avellà, l'any 1813 durant la Guerra del Francès (1808-14) va especificar : "Acabo de saber que en esta Villa con no poco escandalo de las personas sensatas se está representando la Pasión de Nuestro-Señor Jesu-Christo, lo que está prohibido por orden mía, en todo el obispado de Barna, y lo estaba ya antes generalmente por orden del Govierno. Creo que a V. le bastará saber esto por mi conducto para no permitir semejante representación desde el momento en que reciba este oficio pues me seria muy sensible tener que valerme de otros medios para impedirlo".
L'any 1834 es va declarar una epidèmia de còlera que va causar grans problemes, ja que es va començar a dir que fou causada pels frares, i això causà la crema i el saqueig de monestirs i esglésies com el de Montserrat. Aquests conflictes van propiciar la suspensió de les representacions de la Passió durant uns anys fins que el patrici don Pablo Casas va engegar un elenc artístic i un nou teatre, el Teatre Principal amb capacitat per a 600 espectadors, al carrer Beat Oriol i inaugurat l'any 1847. A més a més dels conflictes amb el mossèn del poble, també hi hagué diferents prohibicions, com la del bisbe de Barcelona d'aquella època, el Dr. Costa i Borràs que va mantenir durant tota la seva vida una posició contrària a les lectures, la llibertat d'expressió i les representacions teatrals que quedà ben reflectida en el seu edicte episcopal del 28 de març de 1851: "Si la perturbación y trastorno universal de los últimos ochenta años hace que las solemnidades augustas de nuestra religión no sean acatadas con toda la reverencia y respeto que sería de desear, aun en los templos que son su verdadero hogar […] no se puede ocultar qué sucederá cuando, profanándolas por ese solo hecho, se presenten en teatros […] Hace aún pocos años que, a nombre de la piedad, de la ilustración y de la despreocupación, se prohibieron los autos sacramentales y se suprimieron o retiraron de las calles algunos actos y ceremonias que algún exceso de celo tal vez había exagerado. Y sería un anacronismo disonante y peligroso de la época que hoy apreciesen autorizados en los teatros".
Els diferents enfrontaments al segle xix no van quedar reduïts al rector i l'ajuntament sinó també amb les autoritats civils. Així doncs, el consistori va ser multat com a mínim en dues ocasions l'any 1865 amb una multa de 200 rals, i al 1876 amb una multa de 50 pessetes.

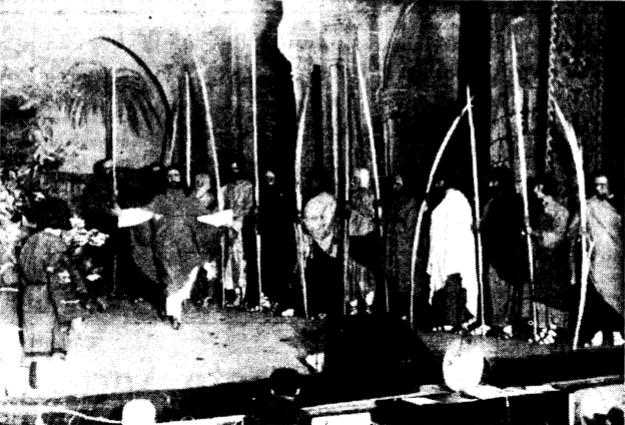
La Passió al Teatre Olesa l'any 1932 per la Companyia del Centre Tradicionalista (carlista).

A principis del segle xx es construí un altre teatre on es representava el mateix espectacle, el Teatre del Círcol, construït l'any 1901. A partir d'aquest moment hi trobem dos teatres representant la mateixa obra i amb el mateix text de Fra Antoni de Sant Jeroni. Aquest fet comportà la rivalitat d'ambdues companyies fins a la Primera Guerra Mundial quan el Teatre Principal tancà les portes. Llavors, part de l'elenc artístic va passar a formar part del Círcol. Fruit d'aquesta rivalitat, nasqué un esperit d'innovació a nivell tècnic i també artístic com la introducció del Ball de Dimonis, una escena de l'obra Jesús de Natzaret d'Àngel Guimerà o peces musicals de procedència diversa.
Cap al 1922, els partidaris d'Alfons Sala i alguns actors del desaparegut Teatre Principal, es van separar del Círcol i van edificar un nou local amb capacitat per a 1600 persones, anomenat Teatre Olesa (popularment anomenat "Salistes") i inaugurat l'any 1924. Llavors, l'espectacle de La Passió d'Olesa arribà a la seva màxima esplendor en el qual crítics teatrals i literaris elogien l'obra. Josep Tobella, Benet Margarit i altres carlins van ser els precursors del desenvolupament i auge de la Passió. L'any 1933 la Companyia Teatral del Centre Tradicionalista local es va fer càrrec de les representacions al Teatre Olesa, millorant-ne el vestuari, decorats, luminotècnia, presentació, etc. Una època daurada que acabà l'any 1936 amb la Guerra Civil. Alguns dels promotors de la Passió van morir assassinats a la rereguarda republicana.
Durant la Guerra Civil es van suspendre les representacions de La Passió, però un cop tornà l'ordre i la pau a Olesa, hi va haver un desig de tornar a recuperar i a escenificar aquell espectacle tan important per la població i llavors l'ajuntament de l'època creà un patronat que s'encarregaria de vetllar pel bon funcionament de l'espectacle i l'any 1940 es reprengueren novament sota una mateixa entitat al Teatre Olesa. Cal esmentar que, tot i la censura del moment, La Passió es feia en català gràcies al pes de la tradició i a l'afany dels col·laboradors.

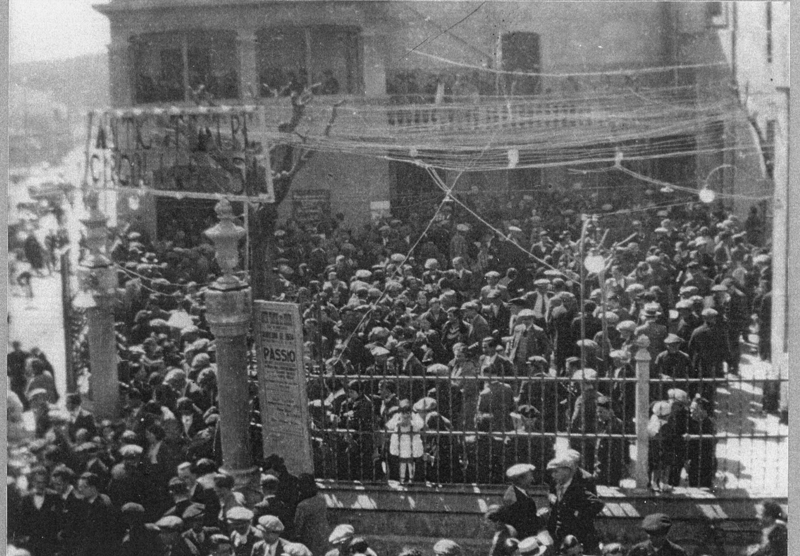
Públic sortint del Círcol
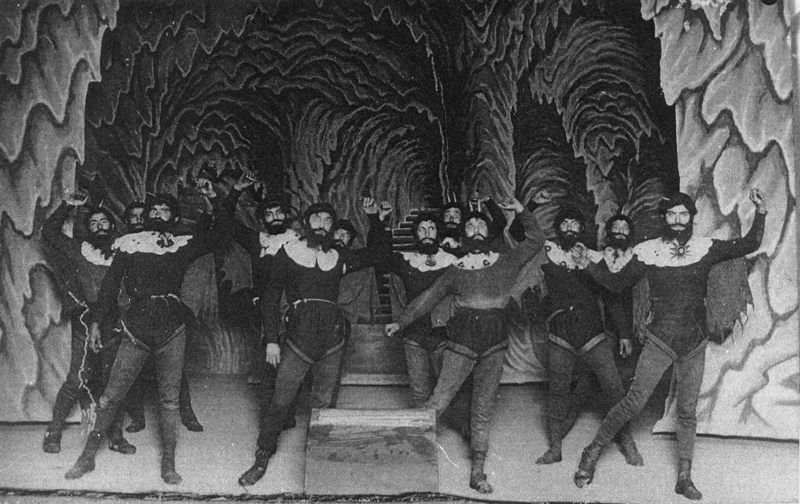
Ball de dimonis al Círcol
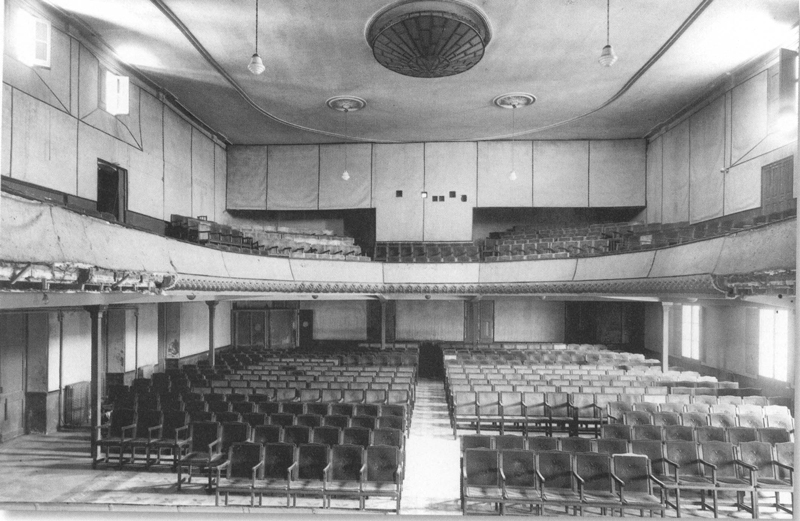
Platea d'El Círcol
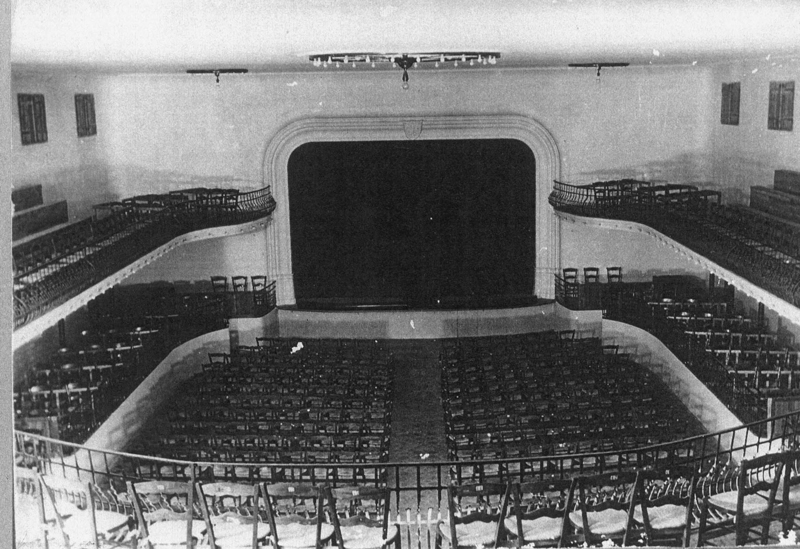
El Salistes
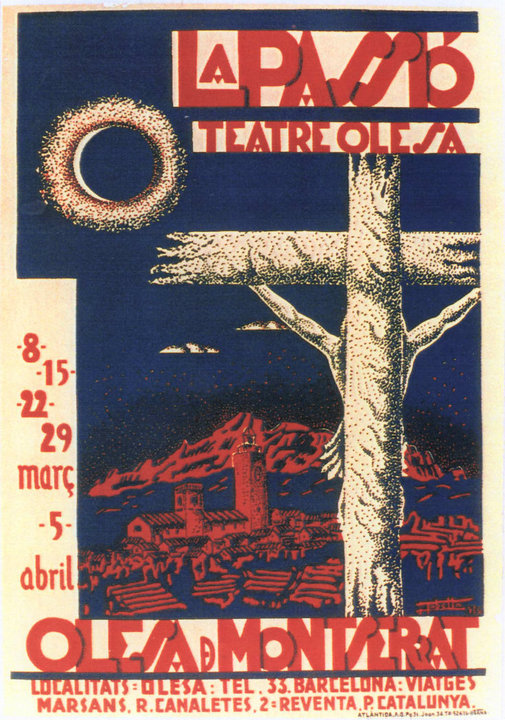
Cartell publicitari de principis dels anys 30

L'any 1952 el Patronat decidí enderrocar el Círcol i, en el mateix lloc, s'hi construí el Gran Teatre de La Passió. Fou en aquest moment quan es va apostar per un nou text en vers encarregat a l'escriptor olesà Joan Povill i Adserà l'any 1949, així l'espectacle guanyà modernitat.
L'any 1956, per tal de facilitar l'assistència a La Passió del públic que no entenia el català, s'estrenà un complicat sistema d'aparells connectats a cada butaca del teatre, gràcies als quals, per mitjà d'un selector i uns auriculars, es podia seguir La Passió en diversos idiomes: castellà (traducció simultània), francès i anglès (explicació de les escenes). No cal dir que aquest projecte va causar una gran revolució. Sembla que fou un dels primers teatres del món que disposà d'aquesta tecnologia.
El 1968 es va encarregar a José Tamayo fer una gran renovació de l'escenografia i un nou muntatge, amb les més avançades tècniques del moment. El resultat va ser un espectacular muntatge àgil, ràpid, flexible i amb ritme. Es va aconseguir així reduir-lo a una sola sessió matinal.
El 23 de febrer de 1983 un incendi destruí el Gran Teatre de La Passió. A partir d'aquell moment, hi hagué la voluntat de recuperar tot el que s'havia perdut, salvant els obstacles i, gràcies a les aportacions econòmiques de les institucions polítiques i administratives del moment, un nou projecte de teatre encarregat a l'arquitecte Joan Baca es tirà endavant. Mentrestant, entre el 1983-86 les representacions de La Passió tingueren lloc al nucli antic de la Vila i al Teatre Olesa (Salistes) en la versió antiga de fra Antoni de Sant Jeroni.
El dia 1 de maig de 1987 s'inaugurà el Nou Teatre de La Passió, amb nous equipaments tècnics i amb un escenari de grans dimensions, que el fan un dels teatres més grans i moderns de tot Catalunya.
El 14 d'abril de 1996, La Passió d'Olesa va aconseguir un rècord d'abast mundial en reunir 729 actors simultàniament en escena.

### Actualitat
El 3 de desembre de 2002 l'Associació La Passió d'Olesa de Montserrat va ser guardonada amb la Creu de Sant Jordi, la distinció més gran que atorga la Generalitat de Catalunya a aquelles persones o entitats que contribueixen al foment de la cultura i la identitat catalanes. Aquest va ésser, també, un reconeixement als milers de persones anònimes que van fer possible que avui en dia La Passió d'Olesa sigui considerada un referent cultural al nostre país.

## El teatre

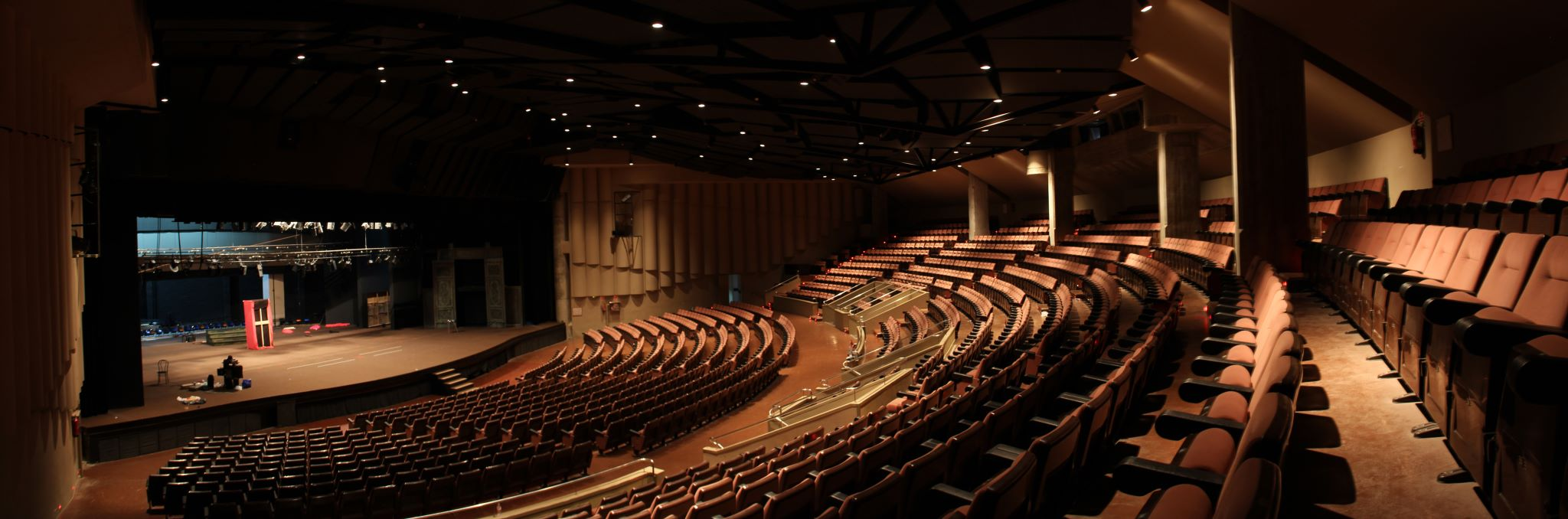
Pati de butaques i escenari

El Nou Teatre de La Passió d'Olesa es va inaugurar el dia 1 de maig de l'any 1987, amb una representació de l'espectacle de La Passió on hi van assistir les màximes autoritats del país i centenars d'olesans.
El nou edifici es va començar a construir l'any 1984, un any després que un incendi destruís el teatre on fins aleshores s'hi representava La Passió a Olesa de Montserrat, l'anomenat Gran Teatre de La Passió. La primera pedra es va col·locar el 8 de desembre de 1894 en un solar de la plaça de l'Oli, ubicació del nou teatre, en un acte presidit per l'aleshores conseller de Cultura de la Generalitat, Joan Rigol.
Les obres les va executar l'empresa Dragados y Construcciones, i va costar 515 milions de pessetes. Per finançar la construcció del nou edifici es va comptar amb el suport de les administracions públiques, però també finançament de l'àmbit privat i molts donatius i suports de particulars.
El Nou Teatre de La Passió va ser dissenyat per l'arquitecte Jan Baca i Pericot, expressament per allotjar l'espectacle. Inicialment, es va projectar a la mateixa ubicació que l'anterior, però finalment es va modificar per adaptar-lo a l'actual: la plaça de l'Oli. L'entrada principal acull les taquilles per a la venda d'entrades i dona pas al vestíbul principal, que és alhora una sala d'exposicions anomenada Espai d'Art.
El pati de butaques, en un sol nivell i amb forma d'amfiteatre, té capacitat per a 1496 persones. Però un dels trets més característics de l'edifici és la boca d'escenari: una de les més amples del món. El prosceni té més de 30 metres d'amplada i 7 d'alçada.

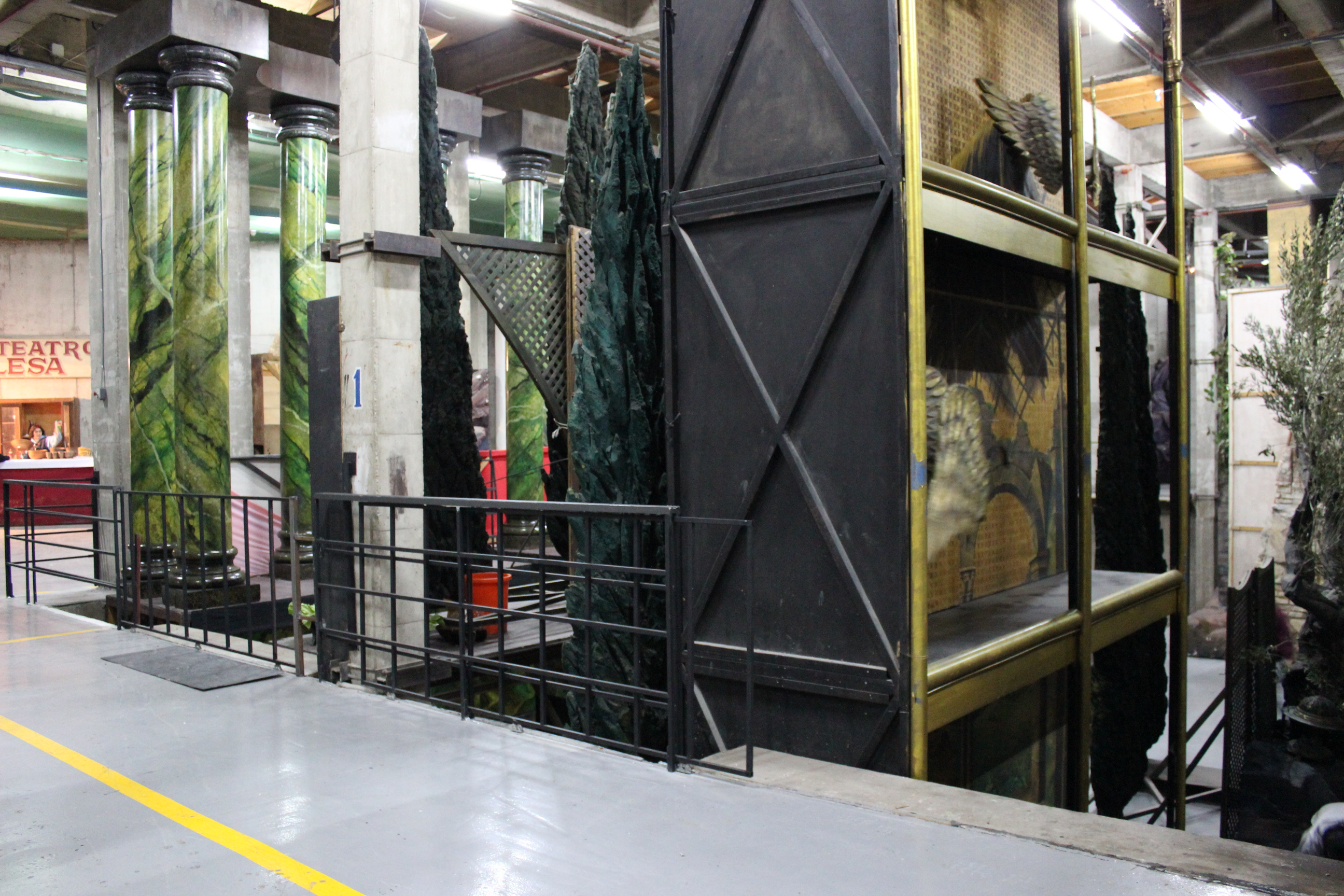
La Passió d'Olesa. Sota escenari. Elevadors

L'escenari està dotat de diversos mecanismes per facilitar l'entrada i sortida de decorats:
- Teler contrapesat manual de 21 metres d'alçada.
- 2 estructures giratòries laterals, de 7 metres d'amplada i 7 d'alçada
- 6 elevadors hidràulics per pujar decorats des del sotaescenari, cada un de 3 x 1,5 metres de superfície i 8 d'alçada.

L'edifici també compta amb tres plantes de vestidors, amb capacitat per a més de 500 actors, sala de maquillatge, magatzem de vestuari, taller escenogràfic i taller tècnic, a més d'una seu social on s'ubica la secretaria de l'entitat, el Cafè del Teatre, sales de reunions i una sala d'actes anomenada Espai Clar.
Cal destacar que el disseny original del teatre contempla la construcció d'una sala petita, situada just a sota del pati de butaques, per a obres de petit i mitjà format. Aquesta sala, però, només compta amb les parets, i no s'ha acabat mai de construir per manca de recursos econòmics.

### El Gran Teatre de La Passió
El 23 de febrer de 1983 un incendi va destruir el Gran Teatre de La Passió després de 31 anys de funcionament. Quedaven pocs dies per iniciar la temporada i s'hi estava treballant per ultimar-ne els preparatius quan les flames van prendre i es van estendre ràpidament per l'edifici. Se'n desconeixen les causes però l'edifici va quedar fatalment afectat, els bombers només van poder evitar que el foc arribés a les cases veïnes. Les persones que hi havia treballant a l'interior van poder sortir de l'edifici sense que hi hagués cap ferit.
El Gran Teatre de La Passió, que estava situat a la cruïlla entre els carrers Anselm Clavé i Alfons Sala, on actualment hi ha la plaça de la Sardana, tenia capacitat per a 2500 persones.

### Teatres anteriors
El Gran Teatre de La Passió era la seu de l'espectacle des de l'any 1952, però abans s'havia representat en altres edificis i espais escènics.

A Olesa de Montserrat les representacions de La Passió es fan en un espai escènic tancat, en forma de teatre a la italiana, almenys des de l'any 1847, que es trasllada al Teatre Principal (1847-1918). Després, es representà també al Teatre "del Círcol" (a partir de 1901) i al Teatre Olesa "els Salistes" (a partir de 1924). Les representacions en aquests dos teatres convisqueren, amb dues companyies diferents que oferien dues interpretacions del text, fins a l'any 1936. Un cop acabada la Guerra Civil, la Passió va continuar al Teatre Olesa fins a l'any 1951.

## L'entitat
Després de la Guerra Civil espanyola, el 1939, es va formar el primer Patronat de la Passió, presidit per Ricard Tobella i Galceran. La formació va treballar per a la represa de les representacions a partir de l'any següent durant les setmanes de la Quaresma. Durant els anys següents va vetllar per la continuïtat de la Passió, dedicant part dels beneficis a la millora de l'espectacle.
El desembre de 1945 es va constituir el segon Patronat de la Passió amb Joan Dalmases i Muntaner al capdavant. Durant la seva presidència es va adoptar el text de Joan Povill i es va canviar a la música de Josep Maria Roma. A més, va començar la construcció del Gran Teatre de la Passió i la instal·lació dels aparells de traducció simultània. Dalmases i Muntaner va ser reelegit president del Patronat l'any 1957.

### Fons d'art

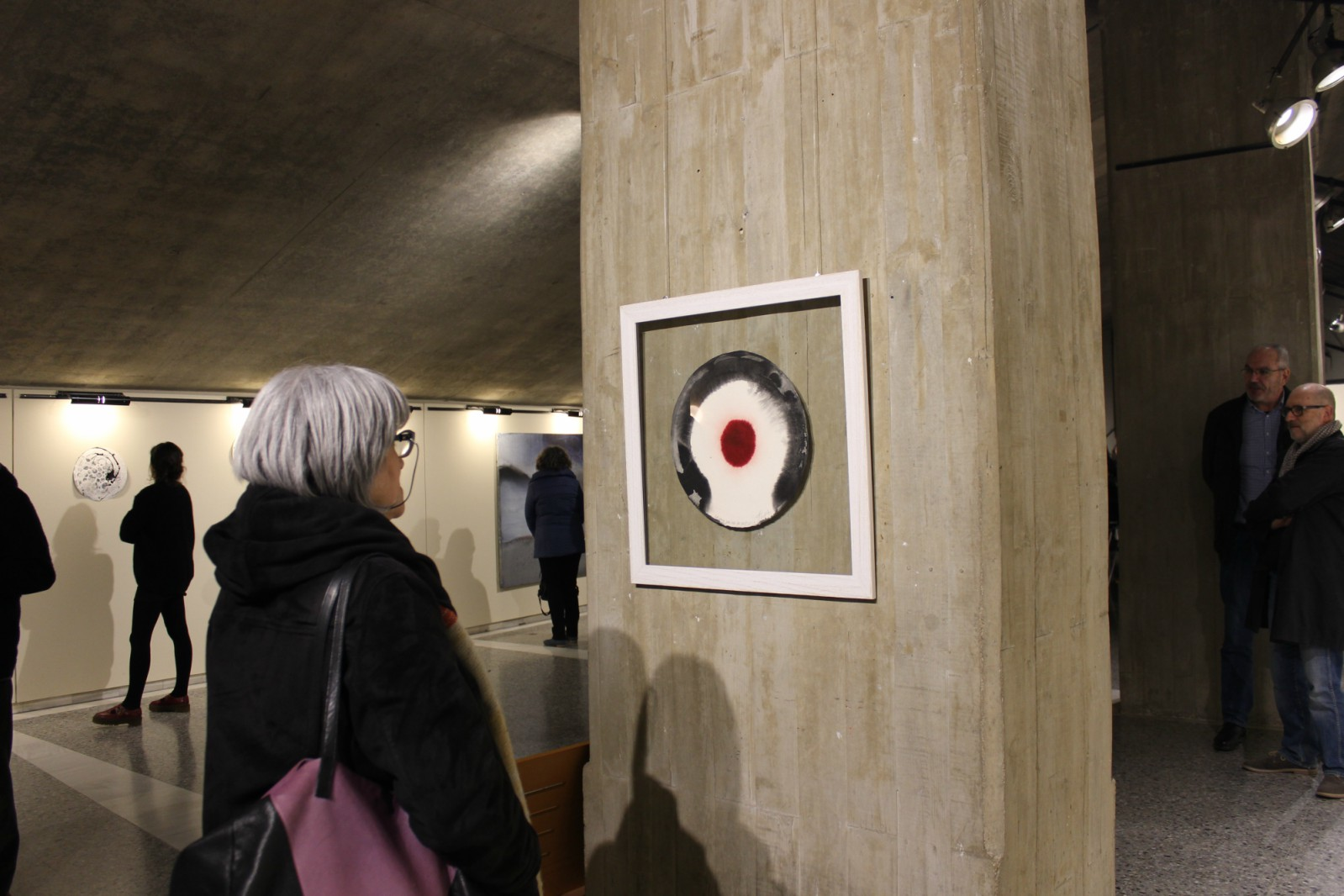
Cartell de la temporada 2017 a l'Espai d'Art de la Passió d'Olesa.

Quan es va estrenar el nou teatre l'any 1987, la Passió, a través de diferents artistes de renom, va promoure una nova línia de cartells per a promocionar l'espectacle. Gràcies a la seva contribució, La Passió d'Olesa va poder exportar una imatge de major modernitat més d'acord amb l'espectacle que representa. Aquestes obres conformen una valuosa col·lecció artística Arxivat 2012-11-30 a Wayback Machine. que creix temporada rere temporada i que suposa un esclat de diferents estils, tècniques i materials.
Fins avui, els cartells han estat creats per Joan Pere Viladecans, Jordi Fornas, Frederic Amat, Joan Josep Tharrats, Germans Castells Planas, Antoni Llena, Albert Ràfols Casamada, Josep Maria Subirachs, Hernández-Pijuan, Josep Guinovart, Antoni Clavé, Antoni Tàpies, Rafael Bartolozzi, Perejaume, Modest Cuixart, Robert Llimós, Arranz Bravo, Francesc Artigau, Joan Abelló, Alfons Borrell, Joaquim Chancho, Agustí Puig, Jaume Muxart, Gerard Sala, Perico Pastor, Albert Gonzalo, Pep Montoya, Jordi Isern, Xano Armenter, Francesc Arumí, Francesca Llopis, Sílvia Gubern, Ignasi Aballí, Tónia Coll, Amparo Sard, Joan Pere Viladecans (35 anys després), Jaime Súnico, Madola

## Galeria fotogràfica

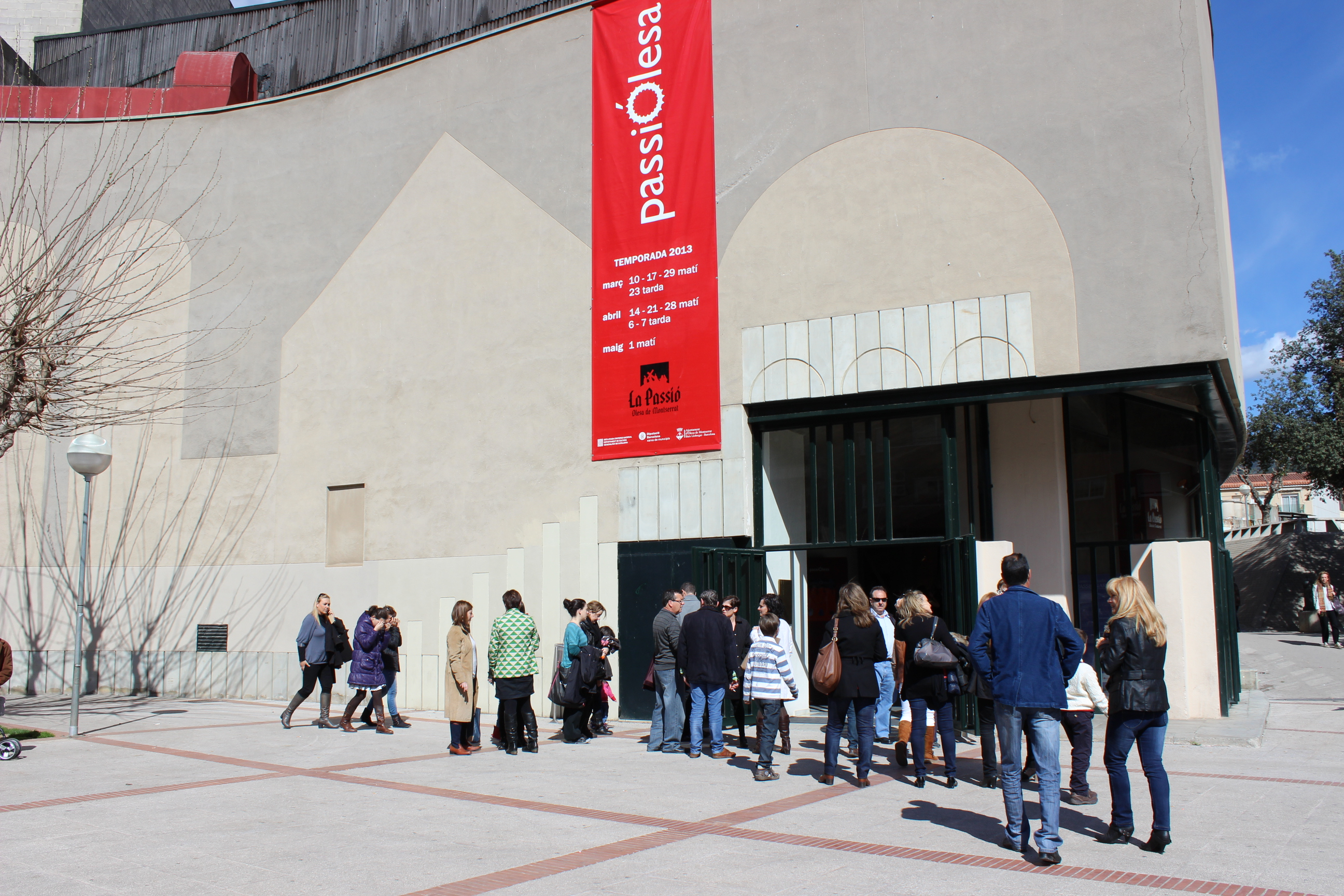
Exterior del Teatre de La Passió
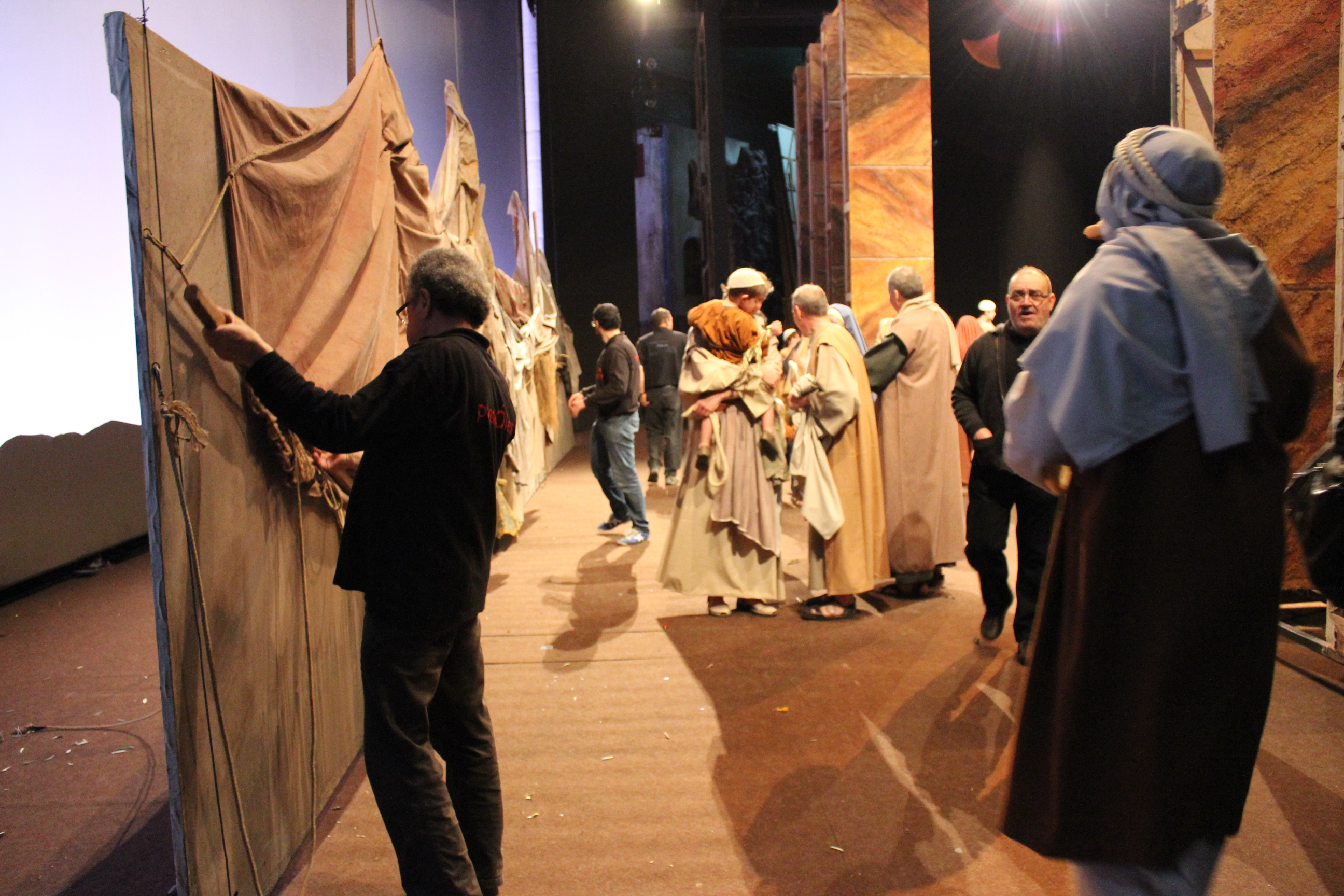
La Passió d'Olesa. Primer entreacte. Vista lateral escenari
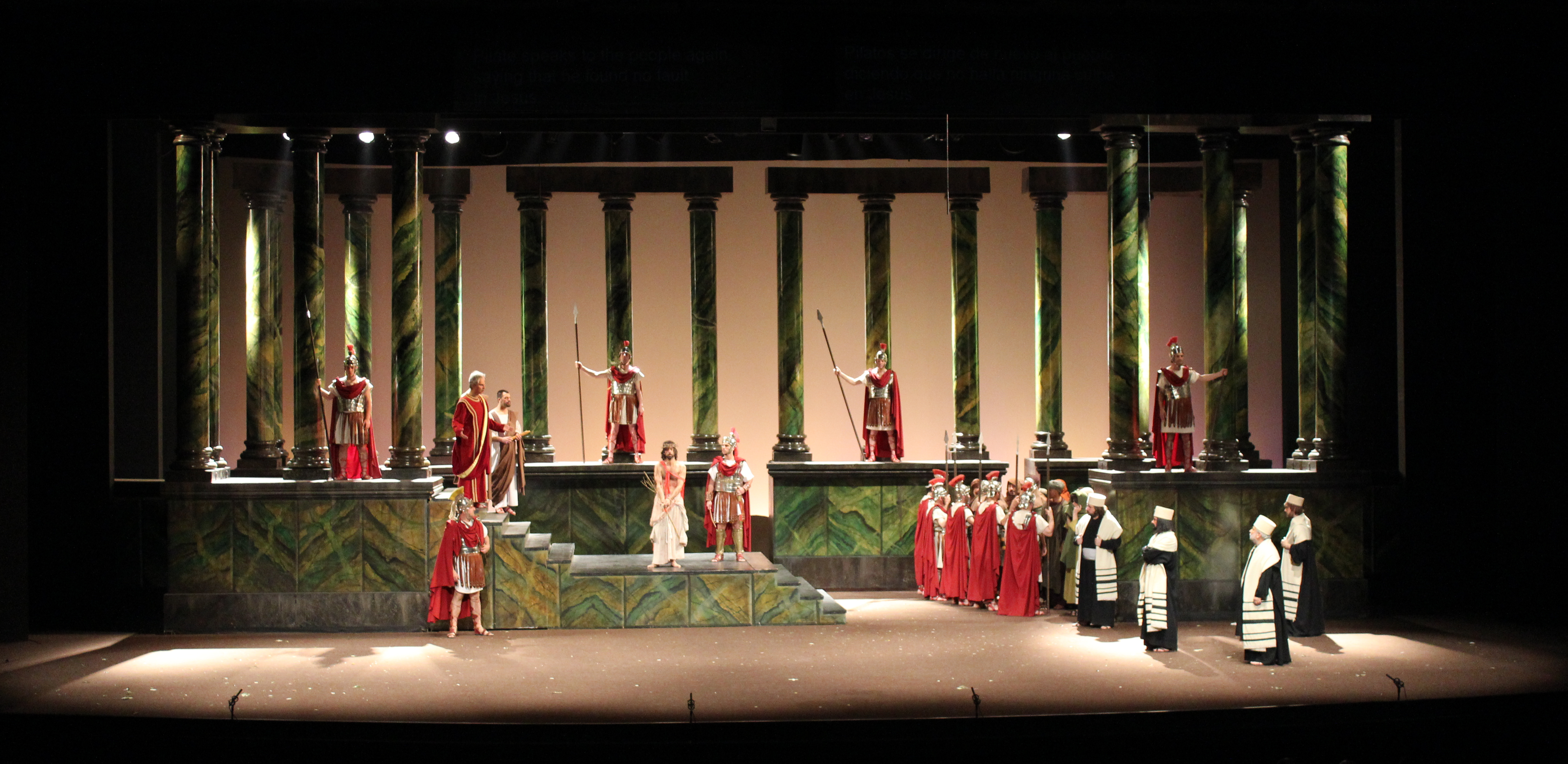
La Passió d'Olesa. Ponç Pilat i Jesús
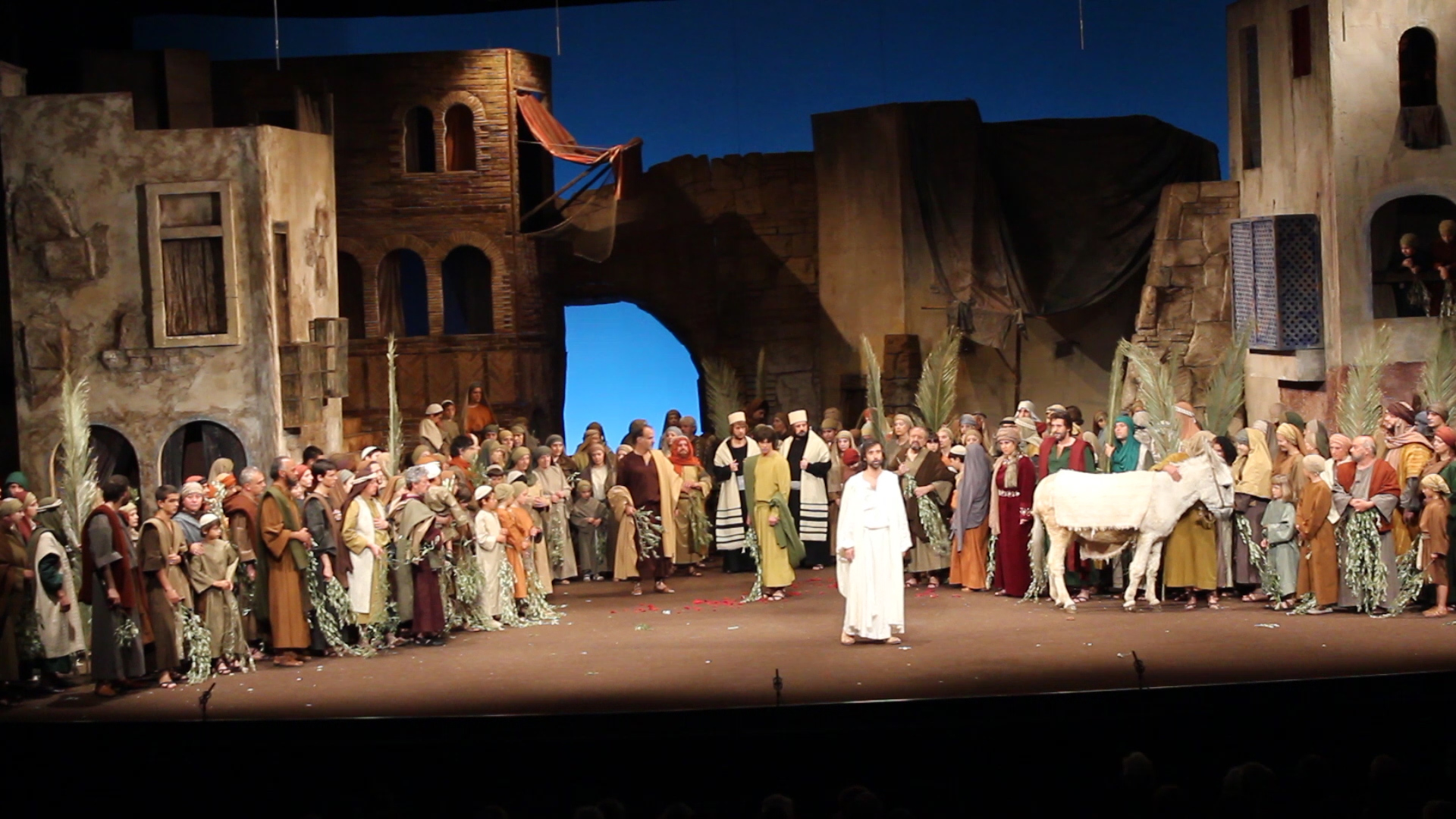
La Passió d'Olesa - Entrada de Jerusalem
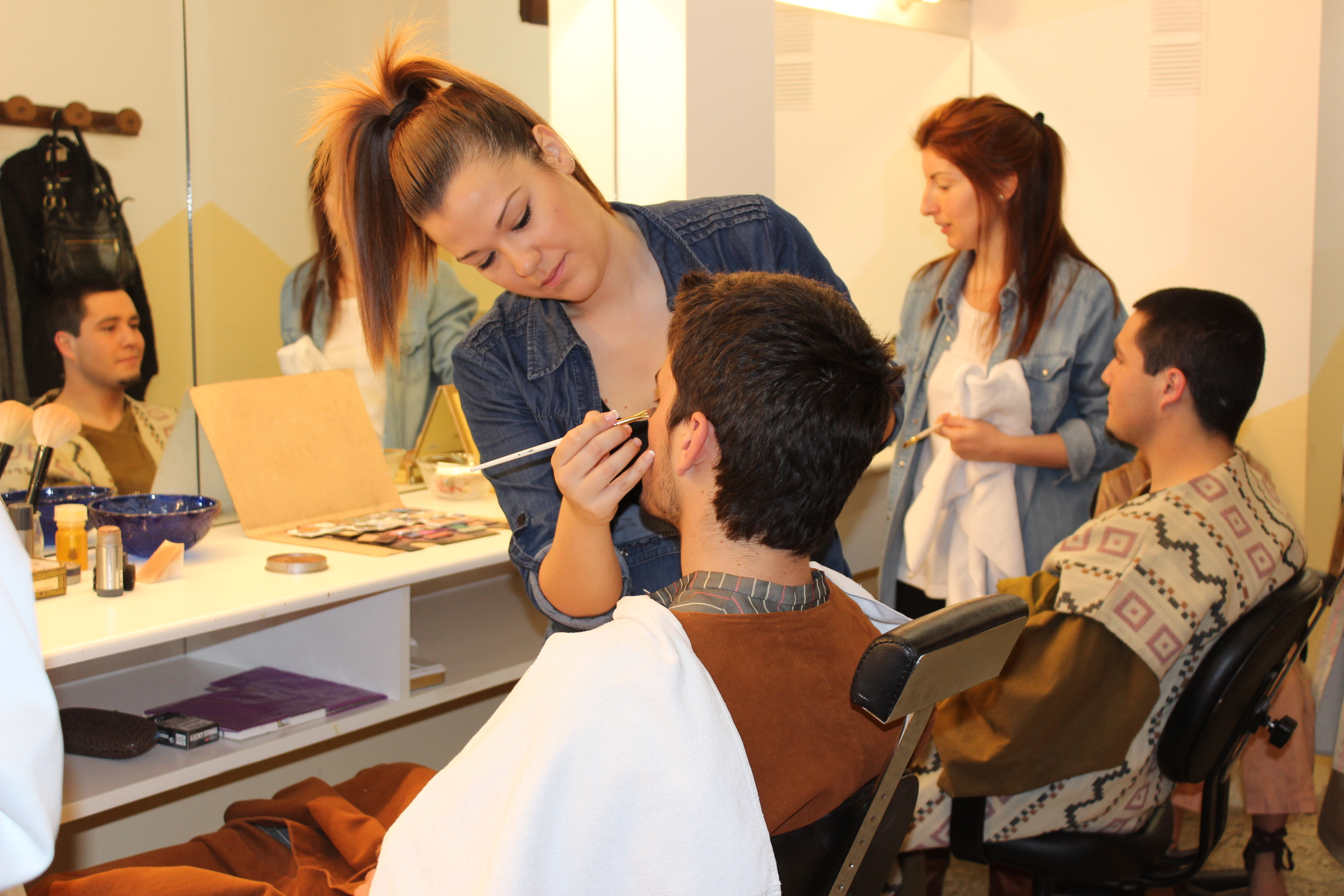
La Passió d'Olesa. Darrere l'escenari. Vista sala de maquillatge
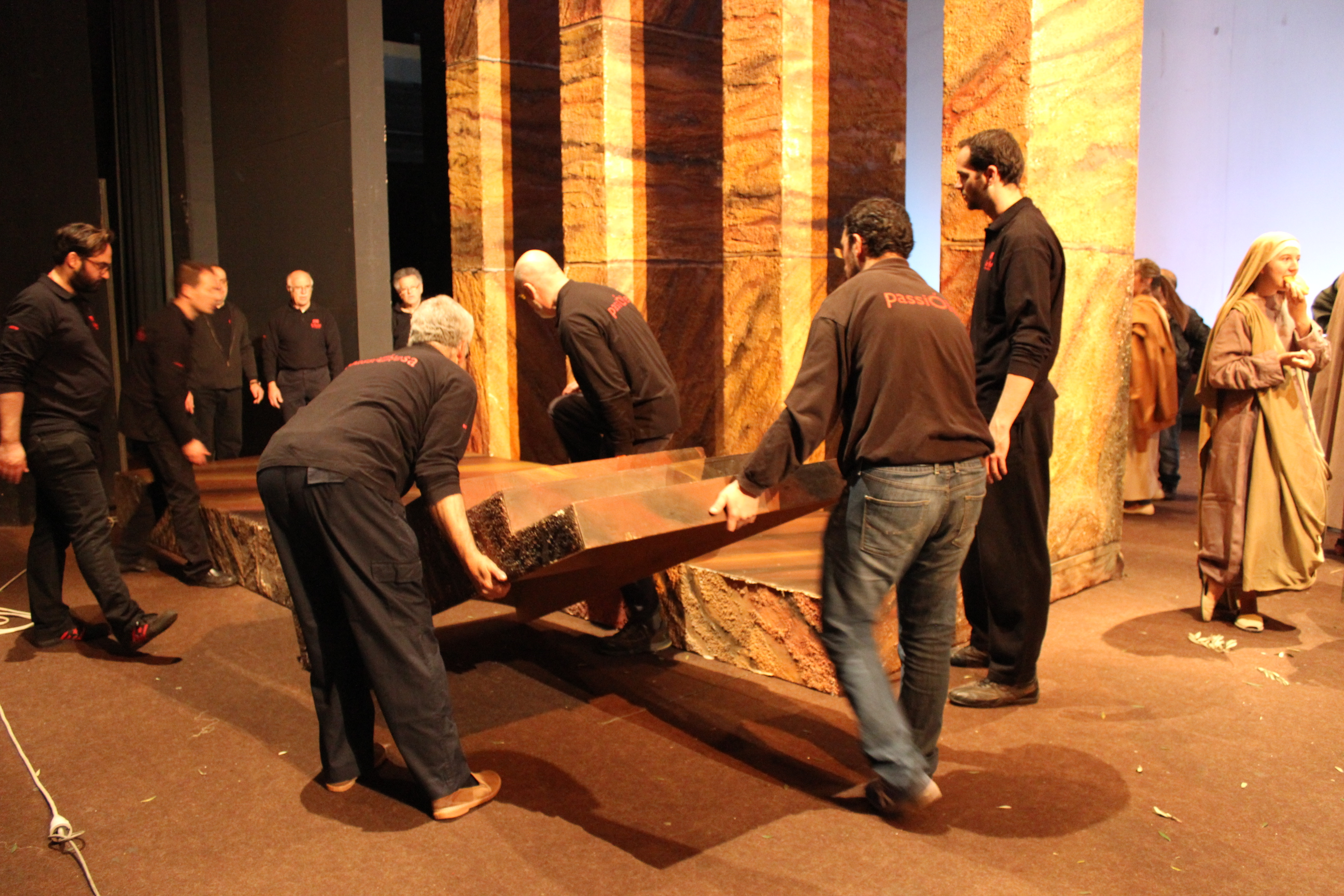
La Passió d'Olesa. Detall de tramoia